# Тайная вечеря
Та́йная ве́черя (церк.-слав. ве́черѧ — «ужин») — событие новозаветной истории, последняя трапеза Иисуса Христа со своими двенадцатью ближайшими учениками, во время которой он установил таинство Евхаристии, преподал заповеди о смирении и христианской любви, предсказал предательство одного из учеников и будущие судьбы христианской Церкви и всего мира.

## Новозаветная история
Тайная вечеря — событие последних дней земной жизни Иисуса Христа, о котором повествуют Синоптические Евангелия (Мф. 26:17—30; Мк. 14:12—26; Лк. 22:7—39), а также Первое послание апостола Павла коринфянам (10:16 и 1Кор. 11:23—25).
Синоптические Евангелия повествуют, что в первый день опресноков Иисус отправил двух учеников — апостолов Петра и Иоанна — в город, то есть в Иерусалим, приготовить всё к празднованию Пасхи (пасхальную трапезу), и они приготовили. Вечером Иисус возлёг с двенадцатью учениками (апостолами) на трапезу, во время которой он предсказал предательство одного из них. На Тайной вечере Христом было установлено главное таинство христианской веры — Евхаристия, что в переводе с греческого означает «благодарение».

## Тайная вечеря и богослужение
Православная церковь вспоминает установление таинства Евхаристии, которое произошло во время Тайной вечери, в Великий четверг.
Кроме того, в течение года (а не только в Великий четверг) на литургии перед причащением читается молитва, составленная Иоанном Златоустом и начинающаяся словами: «Вечери Твоея тайныя днесь, Сыне Божий, причастника мя приими». Таким образом, события Тайной вечери постоянно вспоминаются во время совершения каждой литургии. Слова Иисуса Христа «приимите, ядите, сие есть Тело Мое…» и «сия есть Кровь Моя Нового Завета, за вас и за многих изливаемая во оставление грехов» произносятся священником на литургии во время Евхаристического канона.
В четверг Страстной недели совершается два важнейших богослужения.
Утром в четверг служат Литургию святителя Василия Великого, которая соединяется с вечерней. На этом богослужении вспоминается Тайная вечеря, то есть установление Таинства Причащения. Вечером Великого Четверга служится утреня Великой Пятницы, когда читают Двенадцать Страстных Евангелий, то есть двенадцать частей из четырёх Евангелий, где описываются страдания Иисуса Христа перед распятием. Суть Великого четверга, прежде всего, заключается в воспоминании Тайной Вечери, во время которой Христос установил главное Таинство Церкви — Евхаристию (Святое Причастие). Собрав своих ближайших учеников, Христос дает им вино и преломляет для них хлеб со словами: «Приимите, ядите, это Тело Мое за вас предаваемое, и Кровь Моя, за вас изливаемая». Поэтому в этот день верующие, за исключением каких-то чрезвычайных ситуаций, приходят в храм на богослужение и причащаются Святых Христовых Тайн.

## Тайная вечеря в произведениях искусства

### В живописи
Тайная вечеря является сюжетом множества икон и картин, из которых самое, вероятно, известное произведение — это «Тайная вечеря» Леонардо да Винчи.
- Леонардо да Винчи
- Тинторетто
- Симон Ушаков
- Якопо Бассано
- Александр Иванов
- Дирк Баутс
- Джотто ди Бондоне
- Никола Пуссен
- Уильям Блейк
- Николай Ге
- Андреа дель Кастаньо
- Альбрехт Дюрер
- Фрагмент фриза Никольского храма в Царёво